# Alcaria (Porto de Mós)
Alcaria is een plaats (freguesia) in de Portugese gemeente Porto de Mós en telt 256 inwoners (2001).